# Глобус Блау

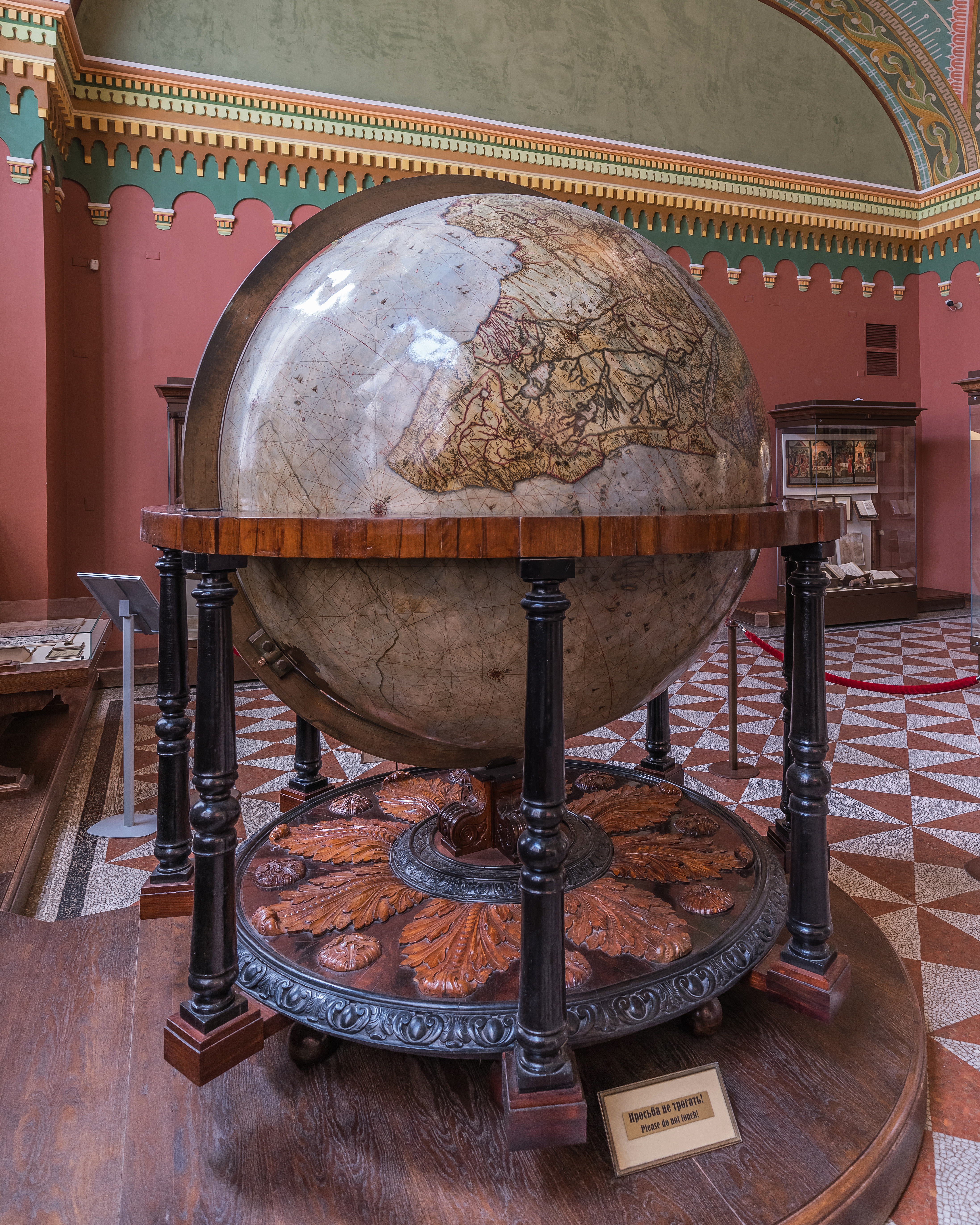
Глобус в одном из залов музея

Глобус Блау — медный глобус на круглой деревянной подставке, изготовленный в начале 1690-х гг. наследниками известного амстердамского картографа Виллема Блау для шведского короля Карла XI. Высота глобуса превышает 2 метра.
После того, как Карл XII отказался выкупить глобус в связи с расходами на ведение Северной войны, этот редкий предмет привлёк внимание русского агента в Амстердаме. В 1708 г. у него завязалась с Петром I переписка по поводу приобретения глобуса. В ходе длительных переговоров первоначальную цену глобуса удалось сбить в 10 раз.
В 1710 г. глобус был приобретён русским царём, доставлен в Россию и установлен в Лефортовском дворце. Год спустя он был перевезён в колокольню Ивана Великого, где вместе с ботиком Петра I предстал перед глазами московской публики. Это был первый в Москве общедоступный музей.
В 1733 г. глобус был перемещён в Сухареву башню, где не потерял своей просветительской функции: по нему учили географию в Навигацкой школе. Палата, пристроенная для размещения глобуса к башне со стороны Сретенки, получила название Глобусной.
В 1752 г. глобус был перевезён в петербургскую Кунсткамеру, по-видимому, для того, чтобы служить образцом при восстановлении повреждённого пожаром Готторпского глобуса. Сани для его транспортировки спроектировал архитектор Д. В. Ухтомский.
В течение XIX века глобус Блау являлся экспонатом Румянцевского музея, размещавшегося сначала в Санкт-Петербурге, а потом в Москве. В 1912 г. администрация Румянцевского музея передала его в Исторический музей, где он находится по сей день.